# Płaskowyż Ufijski
Płaskowyż Ufijski (ros.: Уфимское плато, Ufimskoje płato) – płaskowyż w europejskiej części Rosji, na zachodnim Przeduralu, w dorzeczu Ufy. Rozciąga się południkowo na długości ok. 150 km i wznosi się średnio na wysokość 350–450 m n.p.m. Najwyższe wzniesienie sięga 517 m n.p.m. Zbudowany głównie z wapieni, dolomitów, gipsów i piaskowców. Występuje silnie rozwinięty kras. Lekko falista powierzchnia płaskowyżu porośnięta jest lasami świerkowo-brzozowymi przechodzącymi na południu w lasy szerokolistne.